# Малофа
Малофа или Молофа (укр. Малофа) — левый приток реки Смолянка, расположенный на территории Черниговского района (Черниговская область, Украина).

## География
Длина — 15 км. Площадь бассейна — н/д км². 
Русло в верховье пересыхает, в нижнем течении выпрямлено в канал (канализировано). Пойма заболоченная. В нижнем течении протекает через лес Маденков. 
Берёт начало на болото Сосинское, что южнее пгт Олишевка (на территории бывшего Козелецкого района). Река течёт на северо-запад. Впадает в Смолянку между сёлами Серединка и Сеножатское.
Притоки (от истока к устью): безымянные ручьи
Населённые пункты на реке (от истока к устью):
1. Красиловка

Болото Сосинское входит в Сосинский заказник площадью 406 га.